# Furstendömet Theodoro
Furstendömet Theodoro, även känt som goternas land (Grekiska: Γοτθία) var ett litet furstendöme på Krims sydvästra del. Riket grundades tidigt under 1300-talet och existerade fram tills att det erövrades av de turkiska osmanerna år 1475. Dess huvudstad var Doros, som också kallades Theodoro, och är idag är känd som Mangup. Furstendömet var nära allierat till Kejsardömet Trabzon.

## Historia
Furstendömets befolkning var en blandning av greker, krimgoter, alaner, protobulgarer, kumaner, kiptjaker och flera andra etniska grupper. Huvudreligionen i riket var ortodox kristendom men en minoritet var även muslimer, och dess officiella språk var grekiska. Inledningsvis var furstendömet under kontroll av kejsardömet Trabzon, men utvecklades senare till en fullt självständig stat.
Furstendömet nämndes för första gången i början av 1300-talet, med tidigast givna datum av den efterföljande bysantinske historikern Theodore Spandounes som skrev om Andronikos III som prins av goterna. Flera andra källor uppkom senare under 1300-talet, t.ex. där flera nämner Dmitry, en av tre tatariska prinsar som deltog i slaget vid det blå vattnet som prins över goterna. Namnet Theodoros ursprung är omtvistat, men prinsarna har sedan åtminstone 1420-talet kallat sig Herre över staden Theodoro och dess marina region (Grekiska: αὐθέντης πόλεως Θεοδωροῦς καὶ παραθαλασσίας).
Furstendömet hade vänskapliga relationer med dess nordliga granne Gyllene Horden, där de betalade en årlig tribut som vasall. Dock låg man i ständig konflikt med Republiken Genua och dess kolonier som lågt precis söder om furstendömet, och som därför blockerade stora delar av kusten.  Denna kustremsa gick från dagens Balaklava till Alusjta och låg från början under furstendömet Theodoros kontroll, men övergick sedan efter diverse stridigheter till genuesiskt herravälde. Således gick stora delen av handeln via hamnar som tillhörde en annan fraktion, men för att motverka detta anlade Theodoros en ny hamn vid mynningen av floden Chornaya. Till det byggdes även en fästning.
Den 6 juni 1475 erövrade den osmanska befälhavaren Gedik Ahmet Pasha staden Kaffa från de genuesiska handelskolonierna, och efter sex månaders belägring föll under slutet av samma år även den gotiska huvudstaden Mangup. Samtidigt övertogs den resterade delen av furstendömet av Krimkhanatet, som nu var en osmansk vasall. Hela det före detta furstendömet Theodoro och resterande delen av södra Krimhalvön administrerades då direkt från Höga porten i Istanbul.